# Escut d'Alfarràs

Escut oficial d'Alfarràs

L'escut oficial d'Alfarràs té el següent blasonament:
Escut caironat: d'atzur, 2 claus passades en sautor amb les dents a dalt i mirant cap enfora, la d'or en banda sobre la d'argent en barra, sobremuntades d'un besant d'or carregat d'un boix arrencat de sinople. Per timbre una corona de marquès.

## Història
Va ser aprovat l'1 de juny de 1983.
Les claus de Sant Pere són l'atribut del patró local. Alfarràs va esdevenir marquesat el 1702 (simbolitzat per la corona al capdamunt de l'escut), concedit als Boixadors, de les armes parlants dels quals s'ha agafat el boix de sinople sobre camper d'or.